# Brackenridgea alboserrata
Brackenridgea alboserrata là một loài thực vật có hoa trong họ Ochnaceae. Loài này được (Engl.) Tiegh. mô tả khoa học đầu tiên năm 1902.